# Parátipo

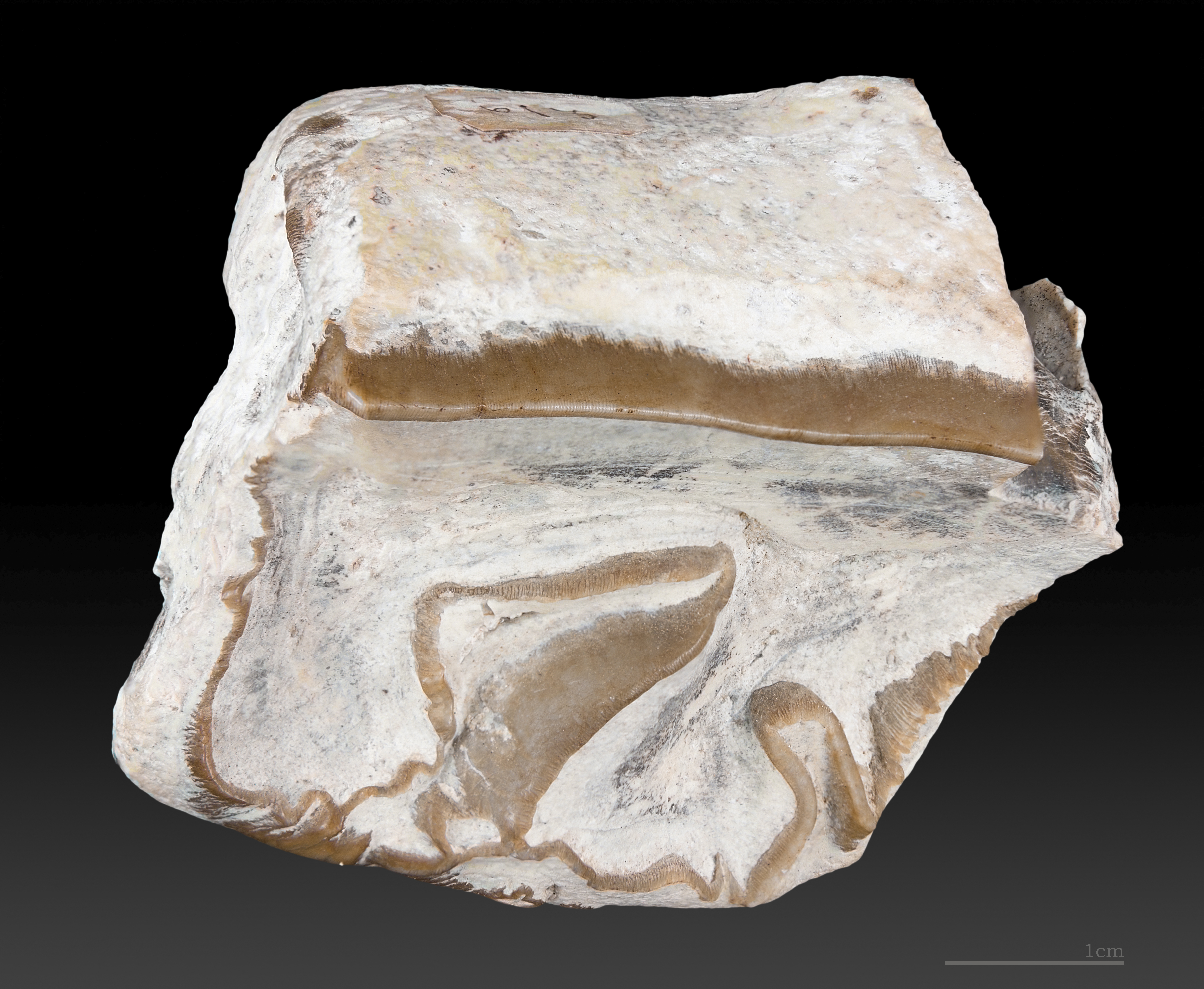
Cadurcotherium nouleti Parátipo

Parátipo é um termo técnico usado para identificar um espécime em depósito, que não o holótipo, usado na descrição de um taxon. O termo tem significado diferente conforme seja usado em botânica ou zoologia, já que os Código Internacional de Nomenclatura Botânica e Código Internacional de Nomenclatura Zoológica estabelecem normas diferenciadas para o seu uso.